# Satyrus contraria
Satyrus contraria är en fjärilsart som beskrevs av Neuberger 1906. Satyrus contraria ingår i släktet Satyrus och familjen praktfjärilar. Inga underarter finns listade.